# Natur- und Kulturinterpretation

Ein Naturphänomen als Interpretationsgegenstand

Natur- und Kulturinterpretation (engl. heritage interpretation) ist ein Konzept der Bildungsarbeit in besucherorientierten Einrichtungen, das der Bewahrung des Natur- und Kulturerbes (engl. heritage) dient und seine Wurzeln in den Nationalparks der USA hat.

## Begriffswahl
John Muir (1838–1914), Begründer des Naturschutzes in den USA und Initiator des Yosemite-Nationalparks, verwendet den Begriff Interpretation 1871 im Zusammenhang mit wilder Natur:
So lange ich lebe, werde ich Wasserfälle und Vögel und Winde singen hören. Ich werde die Felsen interpretieren, die Sprache von Flut, Sturm und Lawine erlernen. Ich werde mich mit den Gletschern und den wilden Gärten vertraut machen und werde dem Herzen der Welt so nah kommen, wie ich nur kann.
Muir geht davon aus, dass die Phänomene eine Sprache sprechen, die der Mensch zunächst für sich selbst übertragen muss, um über den so gewonnenen, unmittelbaren Bezug zu den Dingen zu einem verantwortlichen Handeln zu gelangen.

## Entstehungsgeschichte

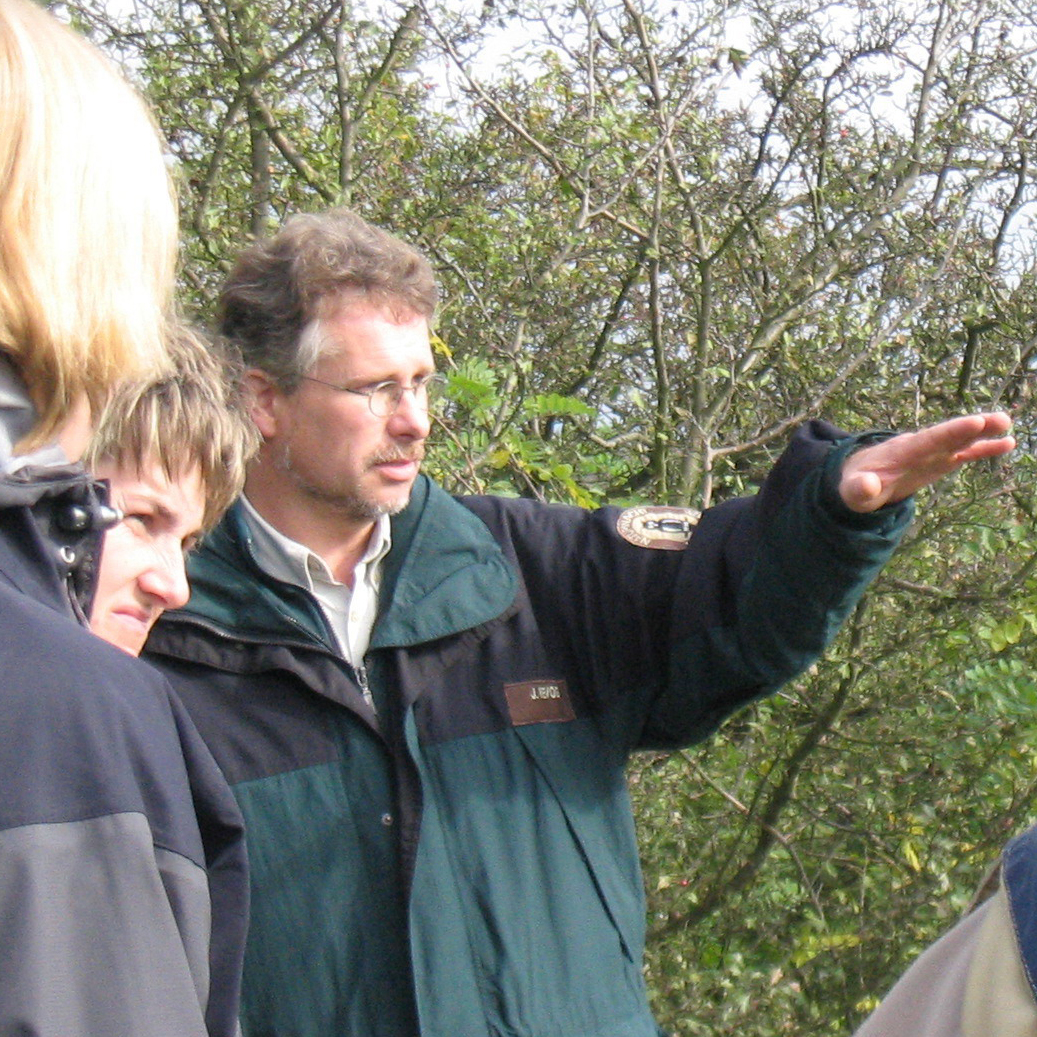
Kurzinterpretation

Die Sprache der Phänomene auch für andere Menschen zu übersetzen, ist das Ziel von Enos Mills (1870–1922). Mills, ein enger Freund von Muir und Initiator des Rocky Mountains-Nationalparks, lebt zeitweise als Schneebeobachter in einer Hütte in den Bergen von Colorado und entwickelt dort eher beiläufig eine Philosophie der Naturführung, die er zu Beginn des 20. Jh. in der sog. Schule am Wegesrand (engl. trail school) vermittelt und in seinem 1920 erschienenen Buch Adventures of a Nature Guide beschreibt. Die Teilnehmer an Mills’ Kursen werden als Naturführer (engl. nature guides) zunächst von den Hotels der Region, später auch vom US National Park Service zertifiziert. Interpretation wird in diesem Zusammenhang erstmals in der Besucherbetreuung angewandt.
In den dreißiger Jahren des 20. Jh. weitet sich die Zuständigkeit des US National Park Service mehr und mehr auf nationale Kulturerbestätten aus. Die historische Interpretation (engl. Living History Interpretation) entsteht, die Park Ranger führen erste Rolleninterpretationen in historischen Kostümen durch, und der Begriff heritage, der gleichermaßen das bezeichnet, was vorangegangene Generationen an erhaltenswürdigem Natur- und Kulturerbe hinterlassen haben, gewinnt an Bedeutung. Seit 1940 nennt der Park Service seine Informations- und Bildungsarbeit offiziell Heritage Interpretation.
1954 wird mit der Association of Interpretive Naturalists (einer Vorläuferorganisation der National Association for Interpretation) der erste Interpretationsverband gegründet. Zu dieser Zeit definiert der Journalist Freeman Tilden (1883–1980) Natur- und Kulturinterpretation im Auftrag des Park Service und formuliert sechs Prinzipien. Dabei räumt er dem Bezug zur Lebenswelt der Besucher einen wesentlichen Rang ein. In seinem Buch Interpreting Our Heritage, das 1957 erscheint und fortan als Grundlage der Informations- und Bildungsarbeit im Park Service dient, führt Tilden seine Erkenntnisse aus der Praxis zusammen.
Im Zuge der Mission 66 erhält der National Park Service in Vorbereitung seines 50. Jubiläums im Jahr 1966 die finanziellen Mittel, um eine eigenständige Abteilung für Interpretation (Division of Interpretation and Visitor Services, 1964), eine eigene Trainingseinrichtung für Interpretationsranger (Stephen T. Mather Training Center, 1964) und ein Gestaltungszentrum für Interpretationstafeln und Publikationen (Harpers Ferry Center, 1970) in Harpers Ferry, West Virginia einzurichten. Damit kann die Natur- und Kulturinterpretation – 100 Jahre nach Einführung des Begriffs durch John Muir – als etabliert betrachtet werden.

## Definition und Prinzipien
Freeman Tilden definiert Natur- und Kulturinterpretation als eine Bildungsmaßnahme, die – statt nur Faktenwissen weiterzugeben – das Enthüllen von Bedeutungen und Zusammenhängen unter Nutzung originaler Gegenstände,
durch Erfahrungen aus erster Hand und mit veranschaulichenden Mitteln bezweckt.

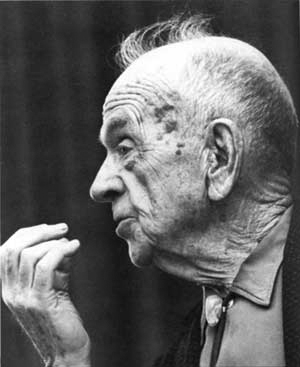
Freeman Tilden

Er formuliert sechs Prinzipien der Interpretation:
1. Interpretation bleibt fruchtlos, wenn sie das, was präsentiert werden soll,
nicht mit der Persönlichkeit oder den Erfahrungen des Besuchers in Beziehung setzt.
2. Interpretation und Information sind nicht das gleiche.
Interpretation ist eine Form der Ent-hüllung, die allerdings immer auf Fakten beruht.
3. Interpretation ist eine Kunst, die verschiedene Fertigkeiten voraussetzt -
ganz gleich, ob es um naturwissenschaftliche, historische oder andere Themen geht.
4. Interpretation möchte den Besucher zu eigenem Denken und Handeln anregen;
es geht nicht darum, ihn zu belehren.
5. Interpretation vermittelt Ganzheiten, nicht Teile.
Interpretation nimmt den Besucher dementsprechend auch als ganzen Menschen wahr.
6. Interpretation für Kinder macht eigene Programme erforderlich.
Sie darf nicht aus einer Modifizierung der Programme für Erwachsene bestehen.

## Grundlagen

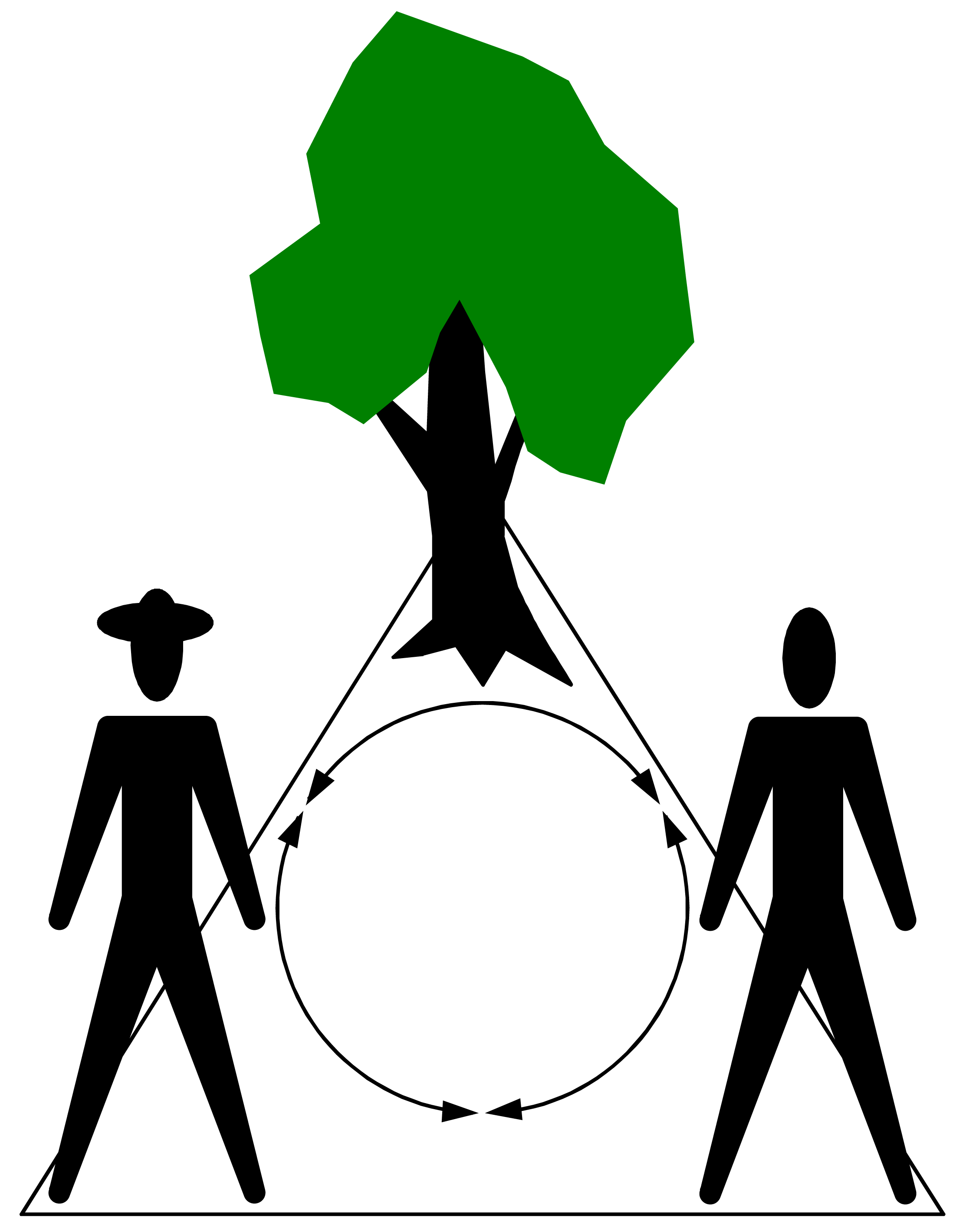
Das Interpretationsdreieck

Natur- und Kulturinterpretation geht immer von einem Phänomen aus. Das Phänomen wird auf seine Botschaften hin untersucht, und die viel versprechendste Botschaft wird zur Leitidee fortentwickelt. Die Leitidee (engl. theme) ist die „tiefere Wahrheit“ (engl. larger truth), auf die die Interpretation gleich einem Leitstern zusteuert, und die weit über das Thema (engl. topic) hinausgeht. Jede Leitidee stützt sich auf konkrete Aussagen (Fakten).
In der praktischen Umsetzung ist v. a. die Frage wichtig, inwiefern das Phänomen für den Besucher in seiner Lebenswelt bedeutungsvoll ist. Diese Beziehung über geeignete Trittsteine herzustellen (engl. relate) ist die vorrangige Aufgabe der Interpretation. Weil das Publikum in besucherorientierten Einrichtungen oft sehr unterschiedlich und jeder Besucher anders ist, bezieht sich Interpretation dabei meist nicht auf eindeutig definierte Zielgruppen.

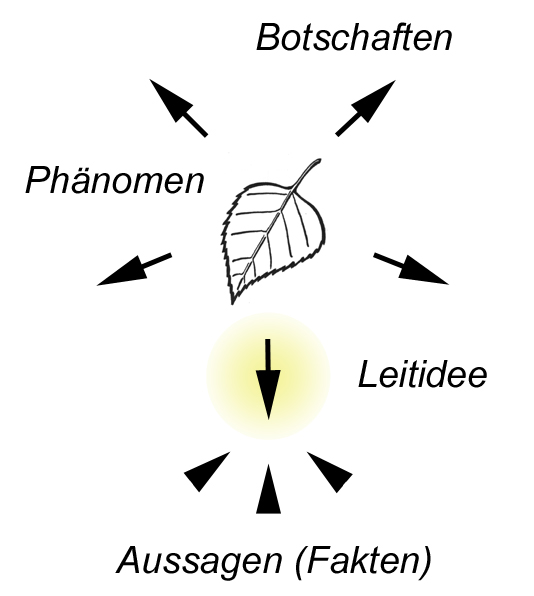
Vom Phänomen zur Leitidee

Neben dem Aufbau von Beziehungen geht es darum, den Besucher zur aktiven Auseinandersetzung mit dem Phänomen herauszufordern (engl. provoke) und neue Erkenntnisse spannend zu enthüllen (engl. reveal).
Freeman Tilden betont dabei in seinen Prinzipien in dreifacher Hinsicht den Anspruch der Ganzheitlichkeit
1. Er möchte das Phänomen sowohl von seiner faktischen Bedeutung als auch von seiner Sinngebung her in einen größeren Zusammenhang gestellt wissen.
2. Er versteht den Besucher als ganzen Menschen, der Informationen nicht nur über den Kopf, sondern auch aktiv handelnd und über das Gemüt aufnimmt.
3. Er sieht im Interpreten (engl. interpreter) einen Künstler, dem es gelingen muss, unterschiedliche Blickwinkel einzunehmen und verschiedene Fertigkeiten in sich zu vereinen.

Phänomen, Besucher und Interpret bilden das Interpretationsdreieck (engl. interpretive threesome), innerhalb dessen sich der an der Leitidee ausgerichtete Prozess der Interpretation entfaltet.

## Formen
Da Interpretation nicht immer im persönlichen Dialog stattfinden kann, kennt das Konzept neben den personalen Formen
- Kurzinterpretation (mit der Sonderform der Rolleninterpretation)
- Interpretationsgang
- Freie Interpretation

die medialen Formen

Rolleninterpretation

- Interpretationselement (als Tafel, Audio- oder Aktionselement)
- Interpretationspfad
- Interpretationsraum.

Interpretationselemente übernehmen bei den medialen Formen die Vermittlerfunktion des Interpreten im Dreieck.
Wird ein festes Gebäude im unmittelbaren Zusammenspiel mit einem Phänomen errichtet, um dieses von dort aus zu interpretieren, so spricht man von einem Interpretationszentrum.
Welche Form der Interpretation unter Berücksichtigung welcher Leitideen wo am günstigsten zum Einsatz kommt, wird in einem einrichtungs- oder gebietsbezogenen Interpretationsplan festgelegt.

## Bereiche
Unterschieden wird die Interpretation natürlicher Phänomene (Naturinterpretation) von der Interpretation kultureller Phänomene (Kulturinterpretation). Schon diese beiden Bereiche sind aber oft eng miteinander verwoben, sodass eher von Schwerpunktfeldern gesprochen werden kann. Fast alle Bereiche der Interpretation zeichnen sich aus konzeptioneller Sicht durch einen hohen Grad an Übereinstimmung aus.
In den USA lag der Schwerpunkt zunächst ganz allgemein auf der Interpretation der Nationalparke (engl. Park Interpretation). Davon ausgehend haben sich einerseits aus dem Fundus der Phänomene heraus ausgesprochen zahlreiche und z. T. sehr spezielle Bereiche – etwa die Unterwasserinterpretation oder die Himmelsinterpretation – entwickelt. Andererseits wurde aber auch nach der Betrachtungsweise (z. B. Ethnische Interpretation) oder nach einer breit gefassten Zielgruppe (z. B. Interpretation für ältere Menschen) differenziert.
Im deutschen Sprachraum sind häufig genannte Teilbereiche der Natur- und Kulturinterpretation derzeit die Wildnisinterpretation, die Landschaftsinterpretation und die Historische Interpretation.

## Verbreitung
Seit 1970 hat Natur- und Kulturinterpretation als Studienfach an mehreren Universitäten in den USA Einzug gehalten. Neben dem US National Park Service haben nicht nur weitere Bundesbehörden wie der US Forest Service, das Bureau of Land Management oder der Fish & Wildlife Service, sondern auch zahlreiche State Parks, Zoos, Botanische Gärten und (Freilicht)museen das Konzept übernommen.
Ausgehend von den USA hat sich Interpretation v. a. in den anglo-amerikanischen Ländern etabliert. Nationale Verbände gibt es in Kanada (seit 1973), in Großbritannien (seit 1975), in Australien und Neuseeland (seit 1992) und in Spanien (seit 1995). Unter den etwa 7000 Mitgliedern der nationalen Verbände ist die National Association for Interpretation (USA) mit 5000 Mitgliedern der mit Abstand mitgliederstärkste Verband.
In Europa wurden im Rahmen des Leonardo-Projektes TOPAS (Training of Protected Area Staff) in den Jahren 2001 bis 2003 im Nationalpark Harz Fortbildungsstandards für Interpreten in Natur- und Nationalparks erarbeitet. Bis 2009 hatte das in Freiburg angesiedelte Leader+-Kooperationsprojekt Transinterpret die Verankerung der Natur- und Kulturinterpretation auf dem europäischen Kontinent zum Ziel. Die Ergebnisse sind in den Aufbau von Interpret Europe, des Europäischen Verbandes für Natur- und Kulturinterpretation, eingeflossen.
In Deutschland können Natur- und Kulturinterpreten seit 2004 das an den TOPAS-Standards orientierte Europarc-Zertifikat erwerben. Im Rahmen des Projektes ParcInterp wird das Zertifizierungssystem seit 2008 unter besonderer Berücksichtigung der Aspekte einer Bildung für nachhaltige Entwicklung erweitert. Die ParcInterp-Trägerverbände sind Europarc Deutschland, der Bundesverband Naturwacht und die Arbeitsgemeinschaft Natur- und Umweltbildung.

## Leistungen
Natur- und Kulturinterpretation ist ein aus der Praxis heraus entstandenes Bildungskonzept zur Bewahrung unseres Natur- und Kulturerbes, das sich für die Arbeit in besucherorientieren Einrichtungen in mehrfacher Hinsicht als wegweisend erwiesen hat; etwa indem es schon seit der Mitte des 20. Jh.
- den unmittelbaren Bezug zu den konkret faßbaren Dingen in den Mittelpunkt stellt
- den Bedürfnissen des Besuchers große Aufmerksamkeit schenkt
- den Gedanken der Barrierefreiheit aufgreift.

Die von der UNESCO thematisierten Aspekte einer Bildung für nachhaltige Entwicklung (engl. Education for Sustainable Development) sind im Konzept in weiten Teilen enthalten, und auch die Überlegungen, die in der UNESCO 2003 zu einem weltweiten Übereinkommen zur Erhaltung des immateriellen Kulturerbes geführt haben, haben insbesondere die historische Interpretation schon sehr lange beschäftigt.

## Abgrenzung
Als non-formales Bildungskonzept entfaltet die Natur- und Kulturinterpretation ihre Vorzüge v. a. gegenüber Kurzzeitbesuchern im Freizeitbereich. Für besucherorientierte Einrichtungen ist sie weltweit das am weitesten verbreitete Konzept. Bei Langzeitveranstaltungen und in formalen Lernsituationen können sich die klassischen Formen der Interpretation hingegen nur unzureichend entfalten.
Während einerseits erfolgreiche Methoden der Interpretation oft losgelöst vom Gesamtkonzept zum Einsatz kommen, nutzen auf der anderen Seite Natur- und Kulturinterpreten ihrerseits häufig Methoden, die nicht zum Formenkanon der Interpretation gehören, etwa indem sie
- zielgruppenspezifische Programme für Schulklassen erarbeiten
- Zukunftswerkstätten für die Anwohner von Nationalparken veranstalten
- eingleisige Vorträge vor großem Publikum halten.

In beiden Fällen handelt es sich nicht um Interpretation im eigentlichen Sinn – wenngleich bspw. im US National Park Service alle Maßnahmen der Besucherbetreuung traditionell den Interpretationsabteilungen zugeordnet sind.
Natur- und Kulturinterpretation kann über die Steigerung der Attraktivität der Phänomene und über die darüber zu erzielenden Einnahmen zu deren Erhalt beitragen. Vorrangiges Ziel der Interpretation ist aber nicht die Vermarktung der Phänomene, sondern die Herstellung einer würdevollen Beziehung der Besucher zu ihrem Natur- und Kulturerbe.